# Lena D'Água
Helena Maria de Jesus Águas, más conocida como Lena d'Água, (Lisboa, 16 de junio de 1956) es una cantante portuguesa. Entre sus muchos proyectos, lanzó discos para niños, investigó en la música jazz y colaboró con varios grupos como Brigada Victor Jara. También ha publicado discos en directo y cantado canciones de autores portugueses como José Mário Branco, Zeca Afonso, Sérgio Godinho o Camané.
Es hija del exfutbolista de Benfica y la selección portuguesa, José Águas, y hermana del exfutbolista del Benfica, Rui Águas.

## Discografía
- 1979 - "O Nosso Livro/A Cantiga da Babá" (single)
- 1979 – Qual é Coisa, Qual é ela? (para los niños)
- 1980 – Sem Açúcar
- 1981 – "Olha o Robot/Armagedom" (single)
- 1980 – "Vígaro cá, vígaro lá/Labirinto" (single)
- 1982 – Perto de ti
- 1983 – "Papalagui/Jardim Zoológico" (single)
- 1984 – Lusitânia
- 1986 – Terra Prometida
- 1987 – Aguaceiro
- 1989 – Tu Aquí
- 1992 – Ou Isto ou Aquilo (para los niños)
- 1994 – As Canções do Século
- 1996 – Demagogia (recopilatorio)
- 1996 – O Melhor de Lena D'Água - Sempre Que o Amor Me Quiser (recopilatorio)
- 2007 – Sempre, ao vivo no Hot Clube (CD y DVD)
- 2011 - Lena d'Água & Banda Atlântida
- 2014 - Carrossel (con Rock'n'Roll Station)
- 2019 – Desalmadamente[2]